# Sunao Tawara
Sunao Tawara (jap. 田原淳 Tawara Sunao; ur. 5 lipca 1873 w Ōicie, zm. 19 stycznia 1952 w Nakatsu) – japoński lekarz patolog, profesor Uniwersytetu w Fukuoce.

## Życiorys
Sunao Tawara studiował na Tokijskim Uniwersytecie Cesarskim, ukończył studia w 1901 roku. Od 1903 do 1906 przebywał w Marburgu studiując patologię i anatomię patologiczną w laboratorium Ludwiga Aschoffa. W tym czasie dokonał swoich odkryć nad anatomią i fizjologią układu bodźcotwórczo-przewodzącego serca. Po powrocie do Japonii został profesorem nadzwyczajnym Uniwersytetu w Fukuoce, w 1908 profesorem zwyczajnym. W ostatnich latach życia cierpiał na otępienie.

## Wybrane prace
- Die heutige Lehre von den pathologisch-anatomischen Grundlagen der Herzschwäche. Jena, 1906.
- Das Reizleitungenssystem des Säugetierherzens: eine anatomisch-histologische Studie über das Atrioventikularbündel und die Purkinjeschen Fäden. Jena: Gustav Fischer; 1906.